# 土耳其航空1951号班机空难

座位图表

土耳其航空1951號班機空難發生於2009年2月25日約9時31分（以下所提的時間均為UTC+2時區），一架註冊碼為TC-JGE、從土耳其伊斯坦堡出發飛往荷蘭首都阿姆斯特丹的土耳其航空1951號定期航班波音737-800客機。在下降过程中，由于左侧高度计故障
，在阿姆斯特丹郊區的史基浦機場墜毀，機身分成三部分，沒有造成火災。飛機墜毀處離跑道約3公里，A9公路以北。9人死亡，55人受傷。

## 降落受損傷
该波音737-800飞机严重损毁，断成三截，但沒有起火。机上共有127名乘客7名机组人员。

## 事後
救援人员迅速到达事故地点。大约20辆救护车，以及一些直升机和消防车到达现场。
起初，根据土耳其政府方面的消息和媒体报道，此事故未造成人员死亡，不过阿姆斯特丹机场当局否认了该说法。
根据一机场发言人，所有进出史基浦机场的航班被暂时中止。在国际协调时11时15分，有消息称至少Kaagbaan跑道(06/24)已经重新开放。A9公路也被关闭。A4和A13的车道也被关闭，便于紧急服务抵达事故现场。
| 國籍            | 機上人數         | 罹難人數        |
| --------------- | ---------------- | --------------- |
| 荷蘭            | 53               | 0               |
| 土耳其          | 51 (含7名機組員) | 5 (含4名機組員) |
| 美国            | 7                | 4               |
| 英国            | 3                | 0               |
| 中華民國        | 1                | 0               |
| 德国            | 1                | 0               |
| 保加利亚        | 1                | 0               |
| 義大利          | 1                | 0               |
| 總計（8個國家） | 125              | 9               |

## 事故原因
3月4日，荷兰安全部门证实，飞行高度计故障是造成这次事故的直接原因。
当时飞机在自动驾驶状态下降落，无线电高度计出现了故障，致使自动驾驶仪将2100英尺高空误认为是地面（显示为-8英尺），并且自动油门亦是根据此数据操控飞机。而当时的雾天也使仍没完成降落检查的飞行员无法作出正确判断，机长数度关闭警报。这意味着他知道高度计的故障。但他并不知道由此造成的严重后果且并没有修正这一错误。自动油门在空中降低飞机速度，并拉起机头从而导致飞机失速，飞行员却把这一行为误认为是自动驾驶仪的落地模式。在500英尺，当飞行员发现速度过低时，已经没有足够的时间与高度控制飞机。最终飞机在不到半分钟后，距离跑道500码的地方坠毁。

## 紀錄片
本次空難被收錄於空中浩劫第十季第六集Who's In Control? (誰在駕駛?) 中。

## 外部連結
- Flight tracker
- Aviation Safety Network （页面存档备份，存于）
- Turkish Airlines Official Announcement